# 弗朗索瓦-格扎维埃·罗特
弗朗索瓦-格扎维埃·罗特（法語：François-Xavier Roth，1971年11月6日—），法国指挥家，2003年創建專事鑑古演奏的法國世紀樂團。

## 早年
弗朗索瓦-格扎维埃·罗特出生于塞纳河畔讷伊，是管风琴演奏家达尼埃尔·罗特之子。在轉向指揮活動之前，羅特曾是一位長笛演奏家。在國立高等音樂學院，向阿兰·马里昂學習長笛，並向亚诺什·菲尔斯特學習指揮。

## 職業生涯
羅特於2000年贏得多納泰拉·弗利克指揮大賽，進而在伦敦交响乐团擔任助理指揮，此外他也是约翰·艾略特·加德纳的助理。2003年，專事鑑古演奏的法國世紀樂團正式成立。羅特率團巡迴法、義、德、英、日等地進行演出。2013年為紀念《春之祭》創作百年，羅特與世紀樂團在倫敦逍遙音樂節舉行特演。另外，這對組合還復興了卡米耶·聖桑的第一部歌劇作品《銀鈴》（Le Timbre d'argent）。
罗特曾任西南广播电台巴登巴登与弗莱堡交响乐团音乐总监（2011－2016年），现为科隆市音乐总监（2015年－），同时掌管科隆居策尼希乐团和科隆歌剧院，2017年起担任伦敦交响乐团首席客座指挥，他与诸多著名交响乐团都有合作经验，包括BBC交响乐团、维也纳爱乐乐团、维也纳交响乐团、巴伐利亚国立歌剧院、班贝格交响乐团、荷兰广播爱乐乐团、丹麦国家交响乐团、NHK交响乐团等等。  
2025－26年樂季起，羅特將回鍋擔任西南广播电台交响乐团首席指揮暨藝術總監。

## 獲獎與榮譽
- 法國榮譽軍團騎士勳章，2017年[7]

## 作品

### 商業錄音
- 白遼士，《幻想交響曲》，法國世紀樂團，Harmonia mundi，2010年
- 聖桑斯，第4號鋼琴協奏曲，《管風琴》交響曲，法國世紀樂團，Harmonia mundi，2010年
- 斯特拉汶斯基，《火鳥》，法國世紀樂團，Harmonia mundi，2011年
- 馬勒，第1號交響曲，西南广播交响乐团，Hänssler古典，2012年
- 馬勒，第5號交響曲，居策尼希乐团，Harmonia mundi，2017年

## 個人生活
羅特之弟樊尚·羅特是一位中提琴演奏家。其子費利克斯·羅斯則是演奏者。